# Dasychira hoenei
Dasychira hoenei är en fjärilsart som beskrevs av Collenette 1935. Dasychira hoenei ingår i släktet Dasychira och familjen tofsspinnare. Inga underarter finns listade i Catalogue of Life.